# Gestore di transazioni
In informatica, un gestore di transazioni, o transaction manager, è un modulo del DBMS che garantisce che le transazioni godano delle proprietà ACID.
Il gestore di transazioni svolge il proprio compito coordinando gli altri gestori risorse, ossia il lock manager, lo scheduler, il recovery manager, il buffer manager e il log manager.

## Responsabilità
I principali aspetti di cui si occupa il gestore di transazioni sono: 
- Controllo della concorrenza.
- Protezione dai guasti.

## Richieste accettate
Il Gestore di transazioni accetta 4 differenti tipi di richieste:
- begin(transaction): richiesta di inizio di una transazione. Questa giunge in seguito ad una richiesta SQL.
- commit: è la segnalazione al transaction manager che la transazione richiesta è andata a buon fine. Il commit richiede inoltre che gli effetti prodotti sulla base di dati vengano resi permanenti.
- rollback/abort: è la segnalazione al transaction manager che si sono verificati uno o più problemi con possibilità di stato non coerente della base di dati.
- read/write: richiesta di accesso ai dati.